# Joazaf (Bołotow)
Joazaf, imię świeckie Joann Iljicz Bołotow (ur. 11 stycznia?/22 stycznia 1761 w Strażnowie, zm. w kwietniu 1799 na Morzu Ochockim) – rosyjski biskup prawosławny, pierwszy naczelnik misji Rosyjskiego Kościoła Prawosławnego na Alasce. 

## Życiorys
Urodził się w rodzinie kapłana prawosławnego. Naukę w seminarium duchownym rozpoczął w Twerze, zaś ukończył w Jarosławiu. Następnie został wykładowcą seminarium duchownego w Ugliczu. 
W 1786 złożył śluby wieczyste w Monasterze Tołgskim, w tym samym roku został hieromnichem. Według niektórych źródeł z klasztoru tego przeniósł się do Monasteru Wałaam. W 1794 wyznaczony naczelnikiem rosyjskiej misji prawosławnej na Aleutach i Alasce. Był już wtedy archimandrytą. W tym samym roku dotarł na wyspę Kodiak, gdzie razem z innymi uczestnikami misji (w tym późniejszymi świętymi mnichami Hermanem i Juwenaliuszem) wzniósł pierwszą cerkiew w regionie i rozpoczął akcję nawracania na prawosławie miejscowej ludności. 19 czerwca 1796 otrzymał nominację na biskupa kodiackiego, biskupa pomocniczego eparchii irkuckiej, jednak dopiero trzy lata później udał się do Irkucka na uroczystość swojej chirotonii. Miała ona miejsce 10 kwietnia 1799. Według M. Stokoe i ks. Leonida Kishkovsky'ego archimandryta wyjechał do Rosji również w celu przedstawienia Grigorijowi Szelichowowi informacji o złym traktowaniu rdzennych mieszkańców Alaski przez rosyjskich kolonizatorów.
Wracając na Aleuty, zginął w czasie burzy morskiej. Jego statek „Feniks” zatonął razem ze wszystkimi pasażerami.
Kanonizowany jako święty biskup, należy do Soboru Świętych Twerskich